# Верчикань
Верчикань, Верчикані (рум. Vercicani) — село у повіті Сучава в Румунії. Адміністративно підпорядковане місту Літень.
Село розташоване на відстані 345 км на північ від Бухареста, 27 км на південний схід від Сучави, 86 км на північний захід від Ясс.

## Населення
За даними перепису населення 2002 року у селі проживали 139 осіб, усі — румуни. Усі жителі села рідною мовою назвали румунську.